# 왕중 (낭야)
왕중(王仲, ? ~ ?)은 중국 전한 시대의 인물로, 산동성 낭야군 불기현 사람이다.

## 사적
후한서 순리열전 왕경전에 따르면 제북왕 유흥거(劉興居)가 반란을 일으키고 왕중을 위협하자 바다를 건너 한반도 낙랑으로 옮겨 가 살았다.